# Porosz hódolat (festmény)
A Porosz hódolat (lengyelül: Hołd pruski) Jan Matejko 1879 és 1882 között készített historikus festménye. Lengyelország egyik fontos politikai eseményét ábrázolja. Krakkóban, a Posztócsarnok XIX. századi lengyel festészetet bemutató galériájában látható, mérete 388 cm × 785 cm.

## Történelmi háttér
1525. április 10-én a Német Lovagrend nagymestere, Brandenburgi Albert hűbéresküt tett I. Zsigmond királynak a krakkói piactéren, majd ezt követően létrejött a Porosz Hercegség világi állama. Lengyelország később jelentős segítséget nyújtott az új államnak abban, hogy megvédelmezze magát más németekkel, többek közt V. Károly német-római császárral szemben. A festmény Lengyelország történelmének, kultúrájának és királyainak egyik legdicsőségesebb pillanatát ábrázolja, ugyanakkor sötétebb tónusok is megjelennek benne az ország későbbi bukására utalva.  A 18. század második felében, Lengyelország három felosztásának folyamatában az Orosz Birodalom, a Porosz Királyság és a Habsburg Birodalom 123 évre megfosztotta függetlenségétől. Ezt a felvilágosodásra alapozott 1791. évi Május 3-i alkotmánnyal, illetve a megelőző több évtizedes polgári reformokkal sem tudták megállítani a lengyelek.
Egyes vélekedések szerint a mű poroszellenes, mert jóslatszerűen érzékelteti, hogy el fogják árulni Lengyelországot. Mások szerint inkább a lengyelséggel szembeni kritika, mivel Matejko azt érzékelteti, hogy a látszólag diadalmas pillanat valójában üres, csak egy elfecsérelt győzelmet mutat. Megint mások úgy vélik, a függetlenségét vesztett haza szeretetét, a könnyen forgandó történelmi szerencsét, a nemzeti balsorsot fogalmazta meg a művész benne.
A festő több, mint 30 jelentős történelmi alakot jelenített meg a képen. Mint sok más hasonló alkotásánál, úgy ennél sem törekedett teljes történeti hűségre. Olyan személyeket is megfestett például, akik az eskünél nem is voltak jelen.

## Története
Matejko 1879 szentestéjén kezdte festeni a képet és három évvel később fejezte be. 1882. október 7-én Lwówban (Lembergben), a galíciai szejm (Sejm krajowy) ülésén a lengyel nemzetnek adományozta abból a célból, hogy hozzájáruljon egy új gyűjtemény létrehozásához, amelyet a Wawelben, a Királyi Palotában kívántak megnyitni. Ezt követően bemutatták Krakkóban, Lwówban, Varsóban, továbbá Berlinben, Párizsban és Budapesten, legfőképpen pedig Rómában és Bécsben. Miután 1885-ben visszakerült Krakkóba, átmenetileg a Posztócsarnok emeletén működő Nemzeti Múzeum galériájában állították ki. A Wawelben ugyanis ekkor még a megszálló osztrák hadsereg székelt.
A mű hazafias és poroszellenes üzenetei miatt I. Vilmos német császár ellenezte azt a javaslatot, hogy Matejko elismerést kapjon. Poroszország egyébként is mindent megtett annak érdekében, hogy elnyomja a lengyel kultúra fejlődését és elősegítse az ország germanizálódását. A második világháború idején a németek módszeresen igyekeztek megsemmisíteni a lengyel kultúra alkotásait. Ez a festmény – együtt a művész A Grünwaldi csata (Bitwa pod Grunwaldem) című képével – a legkeresettebb elpusztítandó művek között szerepelt. A harcok idején Zamośćban őrizték titkos helyen.
A mű a 20. század jó részében a Posztócsarnok Porosz hódolat termében volt kiállítva. 1915-ben, 1938-ban, majd a világháború után 1945-ben is restaurálásra szorult. 1974-ben Moszkvában állították ki, miután szakértők az eredeti állapotába igyekeztek visszaállítani. A legutóbbi állagfelújítás 2006-2008 között zajlott, s ennek köszönhetően a festmény ismét a régi fényében tündököl. 2011-ben Németországban szerepelt, az ezeréves Lengyelország művészetét és történelmét volt hivatva népszerűsíteni.

## Leírás
A festmény Matejko egyik legnagyobb méretű alkotása, hossza csaknem 8 méter. A hűbéri eskü letételét Lengyelország jelentős politikai győzelmeként ábrázolja, amelynek során érvényesíteni tudta az akaratát Poroszországgal szemben. Utóbbi később szembefordult a Lengyel-Litván Unióval, sőt az egyik olyan országgá vált, amely Lengyelország területéből és népességéből jelentős részt szakított ki magának. A festő a porosz, osztrák és orosz megszállás idején készítette művét, azzal a céllal, hogy emlékeztesse a lengyel népet történelmük dicsőségeire.
Mindazonáltal a képen látható egyes arcok és mozdulatok kifejezően előrevetítik a jövő tragédiáját. I. Zsigmond király – bár Brandenburgi Albert térdel előtte – egyáltalán nem fenyegetően lép fel vele szemben. Erős és fenséges, de alakja azt jelzi, hogy a győzelem ideiglenes, s a lengyel dominancia nem lesz tartós. Albertről ezzel szemben több olyan jel olvasható le, ami hátsó szándékot tükröz. Mindkét térde a földön van, ami azt sugallja, hogy nem tekinti valódi szuverén hatalomnak Zsigmondot. Ez a testtartás ugyanis csak istent illetheti. A lobogót erősen szorítja, a Bibliát azonban éppen hogy csak érinti. A zászló büszkén lobog, utalva Poroszország militáns ambícióira. Végül egy kesztyű hever mellette, ami néma kihívást jelent Zsigmonddal szemben.
A festmény számos művészettörténeti tanulmány tárgya volt a múltban, és jó néhány művész értelmezte át, például Tadeusz Kantor. 1992-ben a Piwnica pod Baranami kabarécsoport szervezett előadást vele kapcsolatban. A festményt Matejko remekművei között tartják számon.

## Történelmi szereplők a képen

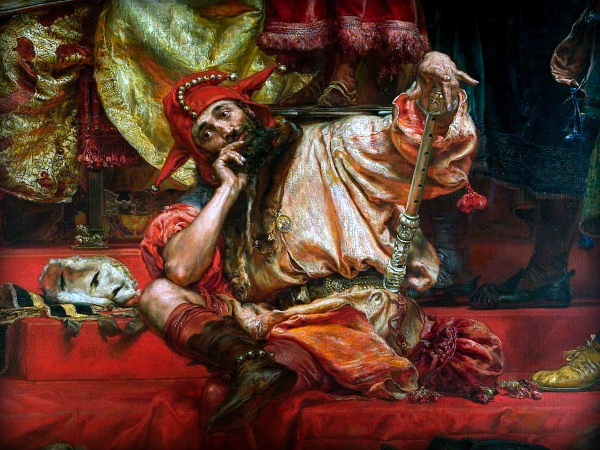
Stańczyk alakja (részlet). Matejko egyik önarcképe a festményen

A háttérben a Mária-templom (Kościół Mariacki) látható, a kép felső részén pedig egy galamb, ami a békét szimbolizálja. A művész – elrugaszkodva a történelmi valóságtól – a Posztócsarnokot reneszánsz stílusúra festette meg, holott 1525-ben ez még gótikus volt. A kompozíció középpontjában I. Zsigmond lengyel király és Brandenburgi Albert szerepel, utóbbi térdelve. További szereplők:
- Piotr Tomicki, Przemyśl, Poznań és Krakkó püspöke, a korona alkancellárja, királyi titkár, humanista ügyvéd, szónok és diplomata.
- Laszky Jeromos (Hieronim Łaski) lengyel diplomata lengyel, magyar és Habsburg királyok szolgálatában, Sieradz kormányzója, erdélyi vajda.
- Anna Radziwiłłówna mazóviai hercegnő, régens.
- Janusz III mazóviai herceg.
- Jagelló Hedvig (Jadwiga Jagiellonka) királyi hercegnő, I. Zsigmond és első felesége, Szapolyai Borbála lánya.
- Sforza Bona lengyel királyné, I. Zsigmond második felesége. Matejko saját hitveséről, Teodoráról mintázta az asszonyt.
- Piotr Kmita, a korona nagymarsallja, krakkói vajda.
- Krzysztof Szydłowiecki kincstárnok, nagykancellár.
- Andrzej Tęczyński lublini, sandomierzi és krakkói vajda, krakkói kastellán.
- Przecław Lanckoroński kozákkapitány, Chmielnik kormányzója.
- Konstanty Ostrogski fejedelem, litván hetman (katonai parancsnok).
- Jan Tarnowski krakkói vajda és kastellán, Sandomierz, Lubaczów, Stryj és Chmielnik kormányzója.
- Andrzej Kościelecki kincstárnok, kormányzó.
- Mikołaj Firlej krakkói kastellán, sandomierzi és lublini vajda.
- Jan Łaski érsek.
- Olbracht Gasztołd litván kancellár, vilnói, troki-i, polacki, nowogródeki vajda.
- Stańczyk udvari bolond (arckifejezése kétséget tükröz, hogy valódi-e a győzelem). Stańczykot Matejko önmagáról mintázta, mint más képein is, például épp a Stańczyk címűn.
- A kép bal alsó sarkában látható Bartolommeo Berrecci építész, a Királyi palota újjáépítője, aki királyi pecsétes dokumentumot tart a kezében. Mellette Seweryn Boner bankár áll, akit szintén önmagáról mintázott a festő.
- A trónörökös (a későbbi II. Zsigmond Ágost), aki egy láncot babrál, utalva arra, hogy veszélyes játék zajlik a sorssal.
- A Német Lovagrend katonája, aki a rend megszűnését szimbolizálja.
- A városőrség egy tagja, aki a tömeget figyeli és biztosítja, hogy senki se zavarja meg az eskütételt.

## Fordítás
- Ez a szócikk részben vagy egészben a Hołd pruski (obraz Jana Matejki) című lengyel Wikipédia-szócikk ezen változatának fordításán alapul.  Az eredeti cikk szerkesztőit annak laptörténete sorolja fel. Ez a jelzés csupán a megfogalmazás eredetét és a szerzői jogokat jelzi, nem szolgál a cikkben szereplő információk forrásmegjelöléseként.
- Ez a szócikk részben vagy egészben a Prussian Homage (painting) című angol Wikipédia-szócikk ezen változatának fordításán alapul.  Az eredeti cikk szerkesztőit annak laptörténete sorolja fel. Ez a jelzés csupán a megfogalmazás eredetét és a szerzői jogokat jelzi, nem szolgál a cikkben szereplő információk forrásmegjelöléseként.